# Čeložnice
Čeložnice (en allemand : Czelloschnitz) est une commune du district de Hodonín, dans la région de Moravie-du-Sud, en République tchèque. Sa population s'élevait à 404 habitants en 2020.

## Géographie
Čeložnice se trouve à 6 km au nord-est de Kyjov, à 23 km au nord de Hodonín, à 43 km à l'est-sud-est de Brno et à 227 km au sud-est de Prague.
La commune est limitée par Koryčany au nord, par Moravany à l'est, par Kostelec au sud et par Kyjov à l'ouest.

## Histoire
La première mention écrite de la localité date de 1131.